# Gleavesklasse
De Gleavesklasse torpedobootjagers waren ontworpen door Gibbs & Cox voor de Amerikaanse marine. De klasse bestond uit 66 schepen.
Ze waren vrijwel gelijk aan de torpedobootjagers van de Bensonklasse, en werden vaak aangeduid als Benson/Gleaves. De schepen zij alleen uit elkaar houden door de vorm van de schoorstenen. De Gleavesklasse had ronde, en die van de Bensonklasse waren afgeplat aan de zijkanten.
Er waren 21 schepen van de Gleavesklasse in dienst tijdens de Japanse Aanval op Pearl Harbor. Elf gingen er verloren door vijandelijke acties tijdens de Tweede Wereldoorlog.
De meesten gingen uit dienst na de oorlog. Elf bleven nog in dienst tot in de jaren 50, de laatste ging uit dienst in 1956.
In 1954 werden de Ellyson en Macomb overgedragen aan de Japanse Maritieme Zelfverdedigingsmacht waar ze dienden als JDS Asakaze en JDS Hatakaze.